# Rafael Puglielli
Rafael Puglielli (São Paulo, 21 de janeiro de 1917 — ?) foi um pianista, maestro, compositor e professor de piano brasileiro. 
Filho de um professor de piano, foi pianista e maestro oficial da Orquestra Sinfônica Municipal de São Paulo.
Desde muito cedo gostou de música, estudou piano e formou-se. Não exerceu outra profissão, sempre trabalhou com arte e música. 
Convidado a trabalhar, tocar, reger e criar para o rádio, logo fez carreira como pianista na Rádio Cosmos, emissora que depois passou a se chamar América. Foi no ano de 1943 e ele já foi considerado excelente passou e receber remunerações consideráveis alem de muito assedio na época por ser um homem muito educado e elegante. Após 3 anos transferiu-se para as Emissoras Associadas de São Paulo, que eram as Rádios Tupi e Difusora de São Paulo. 
Quando  foi inaugurada a primeira emissora de televisão do Brasil, a TV Tupi, em  18 de setembro 1950,o maestro foi o convidado para abrir o programa festivo, chamado: " Festa na Taba". Os principais ícones da emissora estavam ali; Puglielli fez um solo de piano.
Rafael Puglielli era maestro, além de pianista. E, por amor à música, colaborou e ajudou muitos cantores. Ajudou a cantora Maysa, compondo arranjos que lhe deram um tratamento orquestral diferenciado e contribuíram para seu sucesso. Maysa concordava inserindo cada vez mais instrumentos tipicamente utilizados em música clássica em suas musicas, como a harpa e o oboé. Ajudou também a produzir um de seus álbuns: Maysa (1957).
O cantor Almir Ribeiro, em sua primeira gravação, também teve o arranjo do maestro Puglielli, assim como Lueli Figueiró que no seu primeiro disco gravado em 1957 com acompanhamento de Rafael Puglielli e sua orquestra.  O maestro também gravou músicas importantes, como: " Por Causa de Você", de Tom Jobim, " Chove lá Fora".
Na Televisão Tupi, Puglielli era o regente do programa: " Antárctica no Mundo Dos Sons". Depois ele foi para a TV Paulista, mais tarde TV Globo, onde fez  " Quando Os Maestros se Encontram". 
Criador de arranjos que incluem: Ave Maria no Morro para Herivelto Martins, Se Todos Fossem Iguais a Você para Tom Jobim, Por Causa de Você para Tom Jobim e Dolores Duran, Mundo Novo para Maysa, Bom Dia, Tristeza para Adoniran Barbosa e Vinicius de Moraes, também de Nora Ney. Dedicou-se ao repertório para :  Helena de Lima com o álbum Vale a Pena Ouvir Helena glamour. Seus arranjos foram tambem divulgados por: Walter Silva, Maysa novamente, Rodrigo Faour, entre muitos outros artistas como : Ana Lucia, Leny Eversong. Parou para compor e tocar para Maysa as canções “Adeus” e “Resposta” lançadas em um disco de 78 rpm. 